# パーチ (SS-176)
パーチ (USS Perch, SS-176) は、アメリカ海軍の潜水艦。ポーパス級潜水艦の一隻。艦名はペルカ科の淡水魚、パーチに因んで命名された。派生して淡水・海水を問わず、スズキ目の複数種にまたがって呼ばれる種も多い。本艦以降の6隻はパーチ級潜水艦とも呼ばれる。

## 艦歴
パーチは1935年2月25日にコネチカット州グロトンのエレクトリック・ボート社で起工した。1936年5月9日にトーマス・ウィザーズ夫人によって命名、進水し、1936年11月19日に艦長ジョージ・「ターキー・ネック」・クローフォード少佐の指揮下就役する。北大西洋での整調後、パーチは1937年11月に太平洋艦隊に加わり、第6潜水戦隊 (SubRon 6) に配属された。

### 開戦まで
1938年の春には恒例の艦隊演習を行い、2月28日にベーリング海に入って、アリューシャン列島を調査した。1939年の春にパーチは東海岸へ艦隊と共に巡航を行う。1939年10月にパーチはカリフォルニア州サンディエゴからマニラに向けて出航し、戦隊旗艦任務に就く。1940年には青島、上海へ巡航を行う。太平洋戦争が始まるまで、パーチはフィリピン海域で作戦活動に従事し、真珠湾攻撃の一週間前には第4海兵団を中国からフィリピンに運ぶ2隻の貨物船を上海沖で護衛していた。

### 第1の哨戒 1941年12月 - 1942年1月

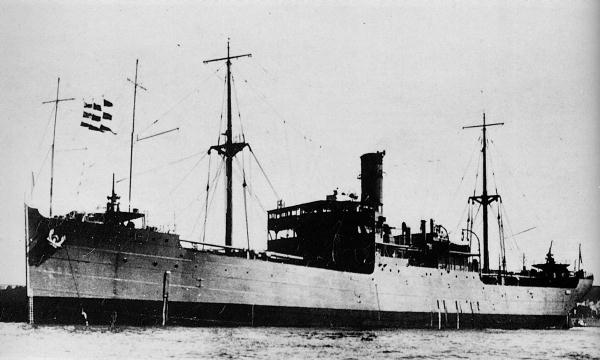
給炭艦野島（1935年ごろ）

太平洋戦争が始まったとき、パーチはデヴィッド・A・ハート少佐（アナポリス1925年組）の指揮下、カヴィテ海軍工廠にあった。12月10日にカヴィテを出渠したが、パーチはこの日、日本軍の攻撃によりカヴィテが破壊されるのを目撃した。日付が12月11日になってすぐ、パーチは最初の哨戒でルソン島と台湾間の海域に向かった。コレヒドール島沖の機雷敷設海域を通過し、ルソン島沖に出た。しかし、初めのころは目標を発見することなく、また悪天候にも見舞われたパーチは高雄沖を経て香港沖へ移動した。12月25日のクリスマスの夜、パーチは大型商船に対して魚雷4本を発射したが、命中することはなかった。2日後の12月27日朝、パーチは北緯22度13分 東経115度13分 / 北緯22.217度 東経115.217度の香港沖で8,000トン級の商船を発見し、2本の魚雷を発射して1本が命中。この目標は、実際には商船ではなく特務艦野島であった。野島は損傷を受け紅海湾に擱座し、後に波浪により船体が半分以上没した上に切断して大修理を受ける羽目となった。すぐ後に、1隻の軽巡洋艦と2隻の駆逐艦、1隻のタンカーを発見。パーチは1時間の追跡を行ったものの、結局攻撃できなかった。日本軍の護衛艦はパーチの戦果確認を妨げた。周囲の安全を確認してパーチが浮上したのは、日が暮れた後の21時45分のことであった。パーチはオーストラリアのダーウィンに修理のため向かった。1942年1月12日、パーチは敵艦に対して夜間攻撃を行うものの失敗した。1月17日、パーチは38日間の行動を終えてダーウィンに帰投した。

### 第2の哨戒 1942年2月 - 3月・喪失
2月3日、パーチは2回目の哨戒でケンダリ、セレベス島およびジャワ海方面に向かった。セレベス方面では、港や攻撃位置となる狭い入り口の通過を試みた。日本軍との一週間近い接触で情報を得たパーチは、目標を求めて南へ移動する。2月25日夜、パーチはケンダリ沖で夜間浮上攻撃を行って大型商船に攻撃を行うが、パーチは駆逐艦の反撃で司令室前方の気密室上部構造を破壊され、無線アンテナを破損したため一時的に通信が不能になった。乗組員は勇敢にも敵の厳重な哨戒の中、夜にデッキの修理を行い、急速潜航で逃れることが出来た。その後パーチはジャワ海に向かった。

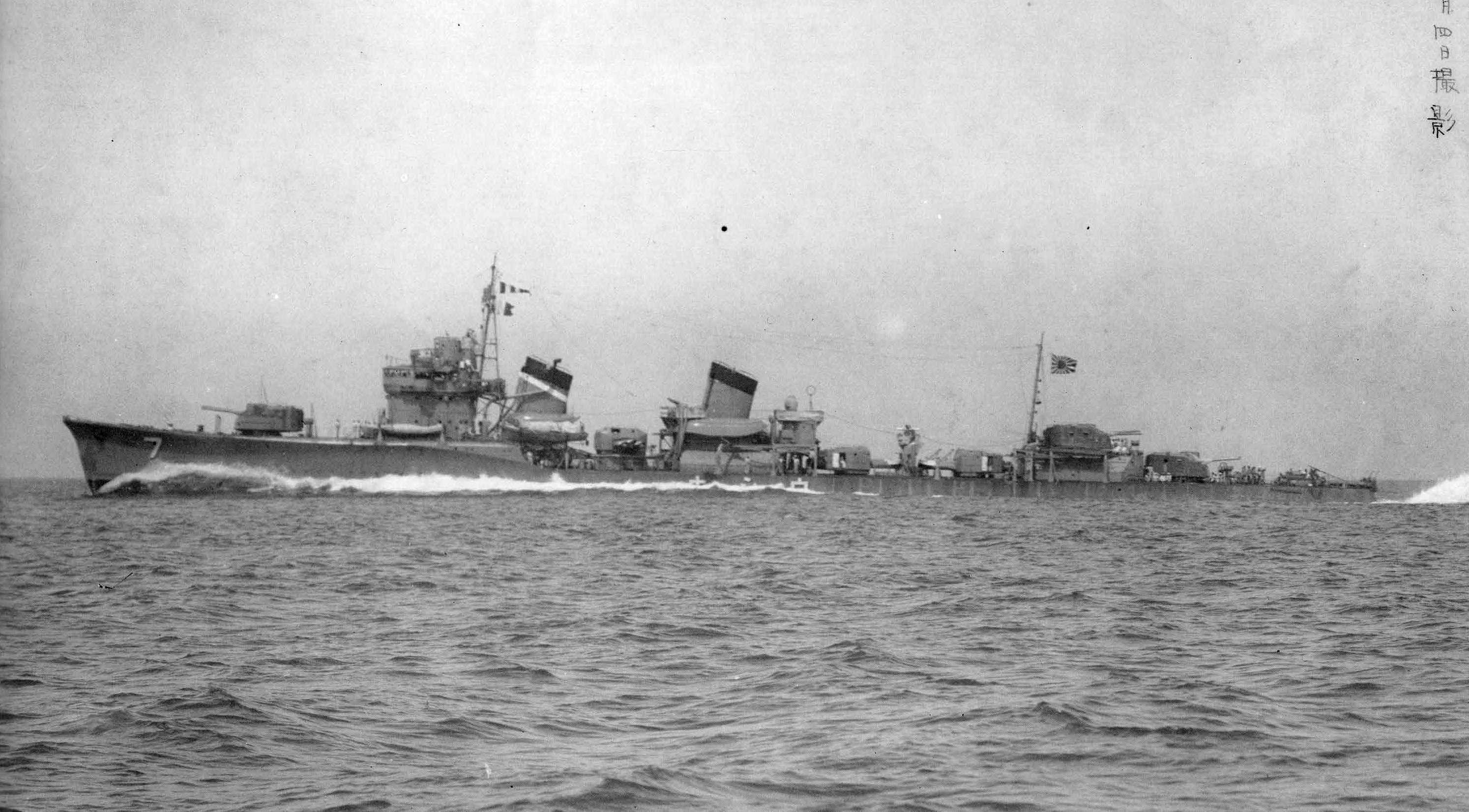
駆逐艦潮（1936年）

3月1日の夜、パーチはオランダ領東インド諸島、ジャワ島のスラバヤ北西55キロ地点を浮上航行し、スラバヤ西部に陸上部隊を上陸させる日本軍船団に攻撃を開始しようと試みたが攻撃できなかった。翌3月2日5時49分頃、パーチは駆逐艦潮と漣に発見された。潮と漣は、スラバヤ沖海戦で沈没した重巡洋艦エクセター (HMS Exeter, 68) の生存者を捜索しているところであった。潮の爆雷攻撃のためパーチは潜航を余儀なくされ、41メートルの深度に潜航した。更なる爆雷攻撃によりパーチは右舷モーターを損傷し、船体広範囲にわたる浸水を生じる。また、魚雷3本が誤作動で誤発射してしまった。応急修理後パーチは10時頃に水面に浮上したが、再び駆逐艦の攻撃を受け潜航。燃料漏れと損傷したバラストタンクからの気泡で、駆逐艦はパーチを撃沈したものと思い、次の目標を探してその場を立ち去り、パーチは戦場を離脱することが可能となった。デッキは冠水し、機能するエンジンは一台だけであったが、乗組員はあらゆる修理を行ったが不具合は収まらず、ハート艦長は乗組員に状況が許せば自沈することを告げた。乗組員は私物を整頓して最後の時に備えていた。
3月3日早朝、パーチは試験的に潜航を試みたが最悪一歩手前の結果となった。熟練者による操縦と幸運によって浮上することができたが、ダメージによりもはや潜航することが不可能であることは明白だった。この時、すでに日本軍の2隻の巡洋艦と3隻の駆逐艦に発見されていた。駆逐艦の中に、前日交戦した潮もいた。6時59分、パーチは潮から砲撃を受け、たまたま艦外で外気を吸っていた乗組員は砲撃に驚いて海中に飛び込んだ。パーチのダメージは前日、前々日と受け続けており絶望的であった。傷だらけのパーチは魚雷も発射できず備砲も撃てず、艦内温度と噴出ガスの濃度は限界を超えていた。ここに来てハート艦長は艦の放棄を命じ、全ての弁が開けられてパーチは自沈を始めた。時に7時16分。艦を沈める努力によりケネス・G・シャハト中尉が海軍十字章を受章した。潮はカッターを下ろしてパーチの全乗組員を救助し捕虜とした。5名の士官と54名の乗組員は、病院船天応丸（オランダ船オプテンノート、6,076トン）に収容され、ハート艦長以下の幹部は重巡洋艦足柄で尋問を受けた。その後、士官と乗組員は大船収容所に移され、一部は足尾銅山で強制労働を強いられた。6名が大船収容所で栄養失調のため死亡したが、残りは戦後帰国した。パーチは1942年6月24日に除籍された。
パーチは第二次世界大戦の戦功で1個の従軍星章を受章した。
2006年11月23日、ジャワ島沖での潜水調査を行っていた国際潜水チームが偶然にパーチの船体を発見した。同チームはエクセターの船体撮影を行っていた。
2016年、パーチの船体がなくなっているのが判明し、金属スクラップ目当てに引き上げられたものと報道された。